# Villar de Omaña
Villar de Omaña es una localidad del municipio leonés de Riello, en la Comunidad Autónoma de Castilla y León. 
La iglesia está dedicada a santa Eulalia.

## Localidades limítrofes
Confina con las siguientes localidades:
- Al norte con Omañón.
- Al noreste con Villadepán y Valbueno.
- Al sureste con Cirujales.
- Al sur con Villaverde de Omaña.
- Al suroeste con Marzán.

## Demografía
Evolución de la población
| Gráfica de evolución demográfica de Villar de Omaña entre 2000 y 2017 |
|                                                                       |
| Población de derecho (2000-2017) según el padrón municipal del INE    |

## Historia
Así se describe a Villar de Omaña en el tomo XVI del Diccionario geográfico-estadístico-histórico de España y sus posesiones de Ultramar, obra impulsada por Pascual Madoz a mediados del siglo XIX:

Lugar en la provincia de León (8 leguas), partido judicial y ayuntamiento de Murias de Paredes (2), diócesis de Astorga, abadía de Villafranca (13), audiencia territorial y capitanía general de Valladolid (30). Situado en terreno desigual; su clima es frío y afecto a viruelas y fiebres catarrales. Tiene 20 casas; escuela de primeras letras por temporada; iglesia parroquial (Santa Eulalia) servida por un cura de ingreso y presentación del abad de Villafranca, y 2 fuentes de buenas aguas. Confina con Omañón, Cirujales, Marzán y Barrio. El terreno es de ínfima calidad. Los caminos son vecinales. Recibe la correspondencia de Murias. Producciones: centeno, patatas, algún lino, habas, y pastos; cría ganados y caza de perdices, codornices y liebres. Población: 16 vecinos, 64 amas. Contribución: con el ayuntamiento.
Diccionario geográfico-estadístico-histórico de España y sus posesiones de Ultramar